# Slavíkovice
Slavíkovice (en allemand : Laukowitz) est une commune du district de Třebíč, dans la région de Vysočina, en République tchèque. Sa population s'élevait à 199 habitants en 2020.

## Géographie
Slavíkovice se trouve à 4 km à l'est-sud-est du centre de Jemnice, à 30 km au sud-ouest de Třebíč, à 43,5 km au sud de Jihlava et à 149 km au sud-est de Prague.
La commune est limitée par Lhotice au nord, par Mladoňovice au nord et à l'est, par Kdousov et Kostníky au sud, et par Jemnice à l'ouest.

## Histoire
La première mention écrite de la localité date de 1350.

## Transports
Par la route, Slavíkovice se trouve à 4,5 km de Jemnice, à 43 km de Třebíč, à 54 km de Jihlava et à 185 km de Prague.